# Schaffhausen (Schiff, 1970)

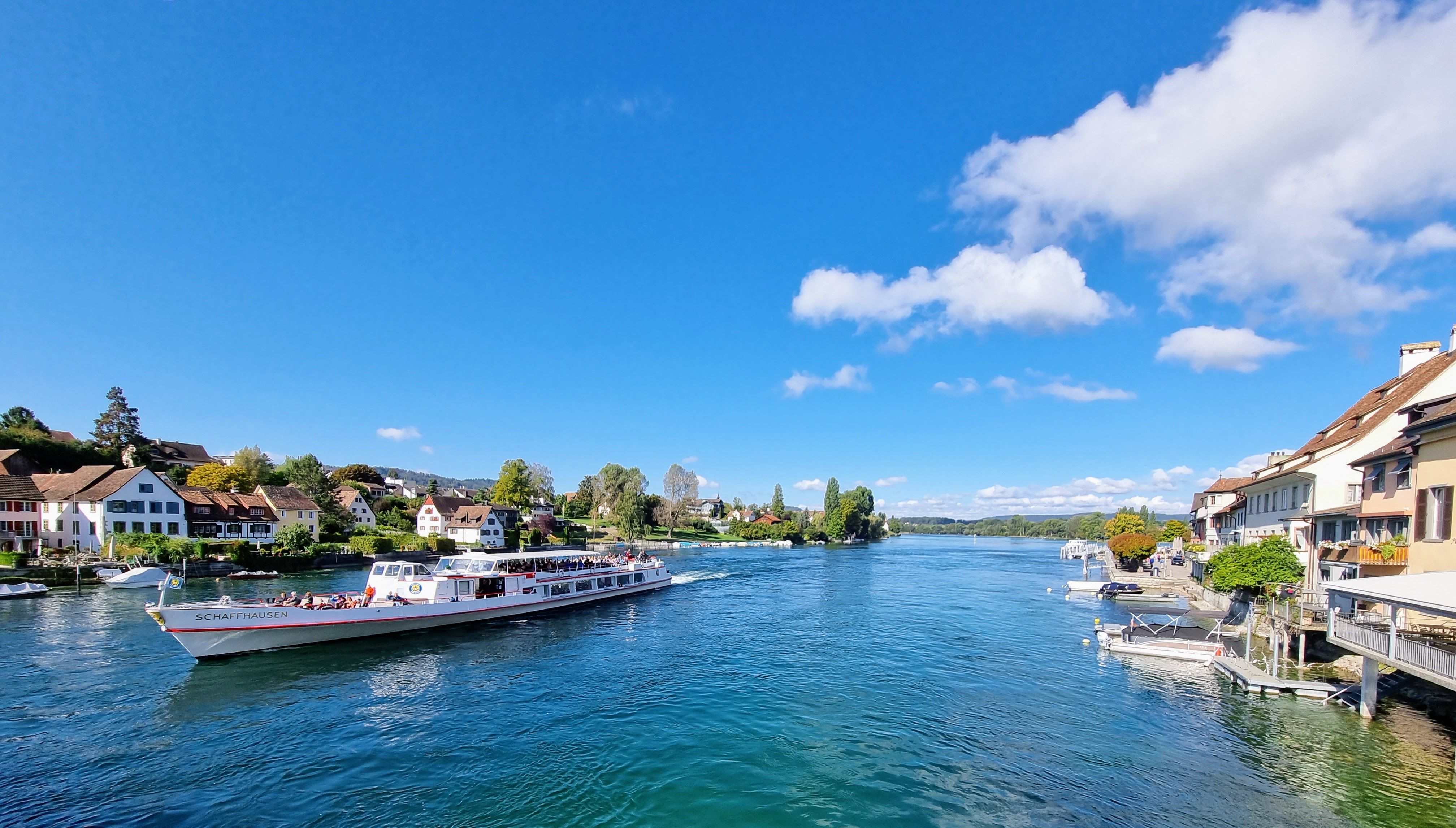
Die Schaffhausen in Stein am Rhein (2023)

Die Schaffhausen ist das Flaggschiff der Schweizerischen Schifffahrtsgesellschaft Untersee und Rhein (URh), mit Heimathafen Schaffhausen. Mit einem Fassungsvermögen von 700 Personen gilt es als das grösste schweizerische Fahrgastschiff im Bereich des Bodensees.

## Geschichte
Die Schaffhausen wurde am 14. Mai 1970 in Dienst gestellte. Es war nach der 1965 in Dienst gestellten leicht kleineren Thurgau das zweite moderne Einsalonschiff der URh. Das Schiff ersetzte den drei Jahre zuvor ausgemusterten Raddampfer Schaffhausen. Dieser wurde nach heftig geführten Diskussionen zum Leidwesen vieler Bewohner der Region Schaffhausen verschrottet.
Nur sechs Tage nach Indienststellung kollidierte das neue Schiff mit der Schaffhausener Eisenbahnbrücke. Dabei wurden mehrere Personen verletzt. Es entstand beträchtlicher Sachschaden.
In der Nacht auf den 30. Mai 1987 band eine unbekannte Täterschaft das Schiff von seinem Liegeplatz in Schaffhausen los, so dass es gegen die Autobrücke getrieben wurde. Zum Glück stellte sich das Schiff nicht quer. An Schiff und Brücke entstand kein grösserer Sachschaden.
Bei einer abendlichen Sonderfahrt lief die Schaffhausen am 17. August 2012 auf der Rheinstrecke zwischen Hemishofen und Rheinklingen auf Grund. Das Schiff konnte sich aus eigener Kraft befreien und nach Schaffhausen weiterfahren. Am Bug entstand nur geringer Schaden.
Auf die Saison 2013 hin wurde das Schiff in der URh-Werft in Langwiesen mit einem Kostenaufwand von ca. 1,2 Millionen Franken umfassend renoviert und behindertengerecht ausgebaut. In den optisch und akustisch aufgewerteten Saal wurde eine Bordküche und Lounge eingebaut. Auf dem Oberdeck hat es neu ebenfalls eine Lounge.

## Namensgebung
Das Schiff ist nach der Schweizer Stadt und dem Kanton Schaffhausen benannt.

## Technische Details
Um auch bei Hochwasser die Durchfahrt unter der Rheinbrücke Diessenhofen–Gailingen zu gewährleisten, lassen sich, wie bei allen URh-Schiffen ausser der Konstanz, das Dach der Führerkabine sowie das Sonnendach absenken.
Das Schiff bietet insgesamt 373 Passagieren einen Sitzplatz, davon befinden sich 124 Plätze im Saal. 118 Aussenplätze sind gedeckt und 131 ungedeckt.